# 道の駅くにの松原おおさき
道の駅くにの松原おおさき（みちのえき くにのまつばらおおさき）は、鹿児島県曽於郡大崎町にある国道220号の道の駅である。
温泉施設を兼ねた宿泊施設「あすぱる大崎」を中心とする。入口にはカブトムシのオブジェがある。

## 施設
- 駐車場
  - 普通車：270台
  - 大型車：6台
  - 身障者用：3台
- トイレ

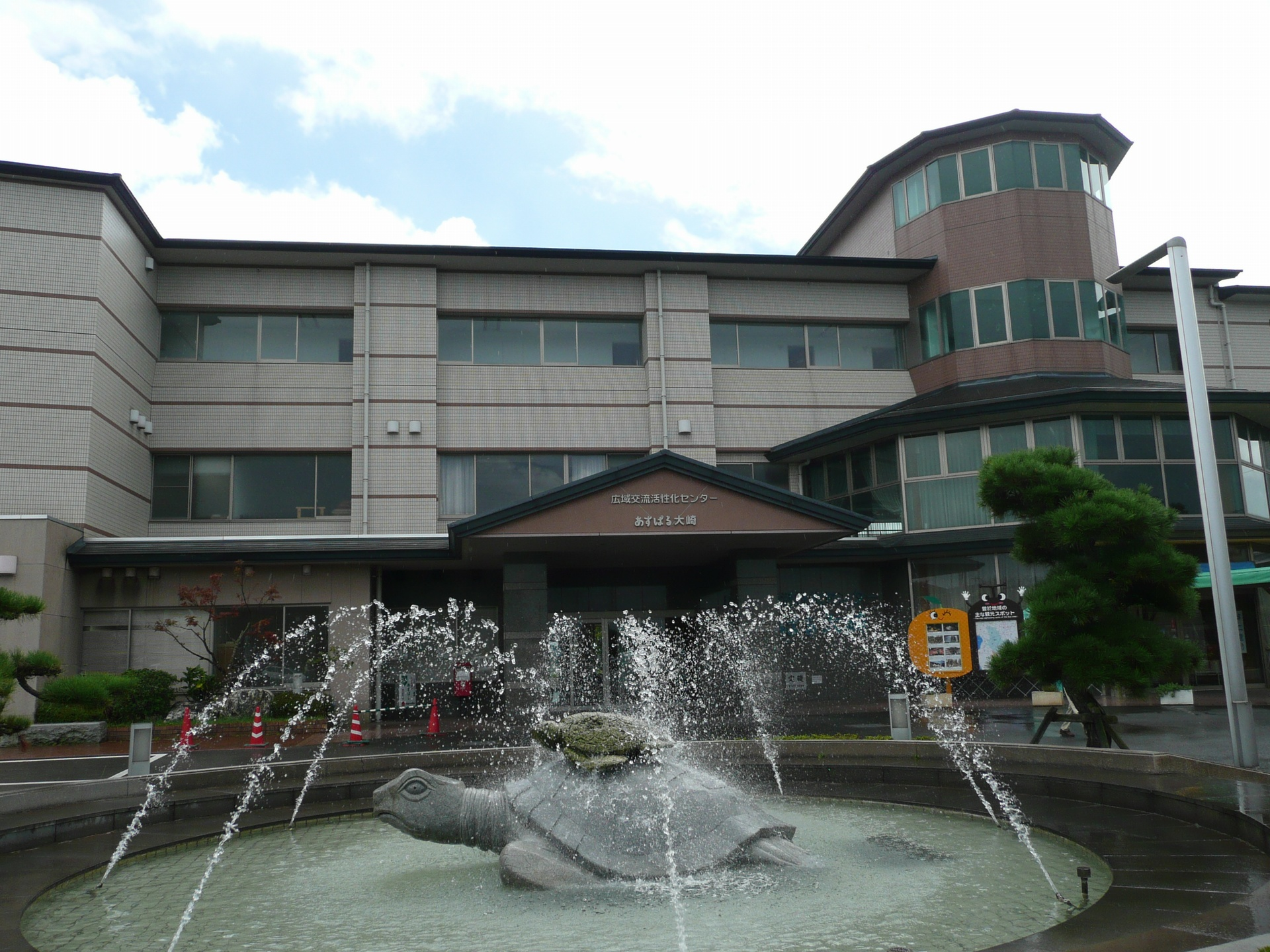
あすぱる大崎

  - 男：大 5器（2器）、小 10器（4器）
  - 女：14器（8器）
  - 身障者用：2器（1器）

※（）内は、24時間利用可能
- 公衆電話
- 公衆FAX
- あすぱる大崎
  - 宿泊施設「ホテルあすぱる」（15:00 - 翌10:00）
  - レストラン　ランチ（11:30 -  14:30）※夕食は予約制（18:00 - 21:00）
  - 温泉食堂（14:00 - 21:00）
  - 温泉施設「あすぱる温泉」（13:00 - 21:30）
- グラウンドゴルフ場（7:00 - 日没）
- 公園

## 休館日
- 温泉のみ　毎週月曜日（月曜日が祝日の場合は火曜日）

## アクセス
- 国道220号 - 登録路線
  - 国道448号

## 周辺
- 大崎町役場
- くにの松原